# Luiza Maria Amelia Teresa Sycylijska
Luiza Maria Amelia Teresa Burbon-Sycylijska (ur. 27 lipca 1773 w Neapolu, zm. 19 września 1802 w Wiedniu) – księżniczka Obojga Sycylii.
Była drugą córką króla Ferdynanda I Burbona i jego żony królowej Marii Karoliny Habsburg. 15 sierpnia 1790 w Neapolu poślubiła Ferdynanda III Habsburga, wielkiego księcia Toskanii, swojego brata ciotecznego (podwójnego – ze strony matki i ojca). W 1801, kiedy Ferdynand musiał na mocy traktatu z Aranjuez zwrócić Wielkie Księstwo Toskanii, oboje udali się na wygnanie. Mieli sześcioro dzieci:
- Karolinę Ferdynandę Teresę (1793–1802),
- Franciszka Leopolda (1794–1800),
- Leopolda II (1797–1870), kolejnego wielkiego księcia Toskanii
- Marię Ludwikę Józefę Krystynę Różę (1799–1857),
- Marię Teresę (1801–1855)
- syna (1802).

Zmarła przy porodzie szóstego dziecka. Jej syn urodził się martwy i Luizę Marię pochowano z dzieckiem w ramionach, w Krypcie Cesarskiej w Kościele Kapucynów w Wiedniu.